# 682 هـ
682 هـ هي سنة في التقويم الهجري امتدت مقابلةً في التقويم الميلادي بين سنتي 1283 و1284.

## مواليد
- حمد الله المستوفي

## وفيات
- أبو إسحاق إبراهيم بن يحيى
- أبو عبد الله بن زكريا القزويني
- ابن تيمية (الأب)
- سراج الدين الأرموي
- محيى الدين المغربي
- القزويني